# Cerambyx welensii
Espèce
Synonymes
- Cerambyx velutinus Brullé, 1832 (nec Fabricius, 1775)[1]
- Hammaticherus welensii Küster, 1846[1]
- Cerambyx centurio Czawallina, 1891[1]
- Cerambyx velutinus tuniseus Pic, 189[1]

Cerambyx welensii, le Capricorne velouté, est une espèce de coléoptères de la famille des Cerambycidae (longicornes). Elle vit en Europe et autour de la Méditerranée.

## Sous-espèces
Ses sous-espèces comprennent :
- Cerambyx welensii centurio Czwalina, 1891
- Cerambyx welensii welensii Küster, 1846

## Distribution
Cette espèce est répandue en Europe du Sud et au Proche-Orient. On la trouve en Albanie, Azerbaïdjan, Bosnie-Herzégovine, Bulgarie, Croatie, Espagne, France, Grèce, Hongrie, Israël, Italie, Jordanie, Liban, Malte, Maroc, Portugal, Roumanie, Sicile, Slovaquie, Slovénie, Syrie et Tunisie,,.

## Description
Cerambyx welensii peut atteindre une longueur de 25 à 58 mm. Il a un corps allongé. Les trois derniers segments des antennes des mâles dépassent l'extrémité de leurs élytres. Leur couleur de base est brunâtre, plus claire au bout des élytres, qui est arrondi. Les côtés de leur pronotum présentent un tubercule pointu. Cette espèce est assez similaire à Cerambyx carinatus (en) et à Cerambyx cerdo.

## Biologie
Les larves de C. welensii  sont xylophages. Elles se nourrissent principalement de chêne pubescent (Quercus pubescens), de chêne vert (Quercus ilex) et de chêne-liège (Quercus suber). Ce longicorne est donc considéré comme un ravageur des chênes.
Ses femelles sont polyandres et ses mâles sont polygames.